# Sedum ussuriense
Sedum ussuriense là một loài thực vật có hoa trong họ Crassulaceae. Loài này được Kom. miêu tả khoa học đầu tiên.